# MGM Growth Properties
MGM Growth Properties LLC är ett amerikanskt real estate investment trust (REIT) som har sina verksamheter inom hasardspel och hotell. De äger 11 kasinon/hotell och en travbana/kasino i sex amerikanska delstater, främst i Nevada.

## Historik
Företaget grundades den 23 oktober 2015 av kasinooperatören MGM Resorts International. Den 25 april 2016 blev MGM Growth ett publikt aktiebolag och började handlas på New York Stock Exchange (NYSE), man förvärvade också tio kasinon från sitt moderbolag MGM Resorts. I september 2017 köpte man kasinot MGM National Harbor från MGM Resorts för $1,2 miljarder. I januari 2018 la man ett bud på Vici Properties, REIT åt konkurrenten Caesars Entertainment Corporation, värt uppemot $5,85 miljarder, ett bud som förkastades av Vici. I juli förvärvade man travbanan Hard Rock Rocksino Northfield Park från Milstein Entertainment för $1,02 miljarder.

## Tillgångar
Källa: 
|  | Namn                               | Ort                         | Invigd | Antal hotellrum | Spelyta (m2) | Utställningsyta (m2) |
|  | ---------------------------------- | --------------------------- | ------ | --------------- | ------------ | -------------------- |
|  | Beau Rivage Resort & Casino        | Biloxi, Mississippi         | 1999   | 1 740           | 7 525        | 4 645                |
|  | Borgata Hotel Casino & Spa         | Atlantic City, New Jersey   | 2003   | 2 767           | 14 864       | 8 175                |
|  | Excalibur Hotel and Casino         | Paradise, Nevada            | 1990   | 3 981           | 8 640        | 2 323                |
|  | Gold Strike Casino and Resort      | Tunica Resorts, Mississippi | 1994   | 1 133           | 1 579        | 1 579                |
|  | Luxor Las Vegas                    | Paradise, Nevada            | 1993   | 4 397           | 9 383        | 1 858                |
|  | Mandalay Bay                       | Paradise, Nevada            | 1999   | 4 752           | 14 400       | 197 047              |
|  | MGM Grand Detroit (98%)            | Detroit, Michigan           | 1999   | 400             | 11 799       | 2 787                |
|  | MGM National Harbor                | Oxon Hill, Maryland         | 2016   | 308             | 11 427       | 4 645                |
|  | The Mirage                         | Paradise, Nevada            | 1989   | 3 044           | 8 640        | 15 794               |
|  | New York-New York Hotel and Casino | Paradise, Nevada            | 1997   | 2 024           | 7 525        | 2 880                |
|  | Park MGM                           | Paradise, Nevada            | 1996   | 2 992           | 8 361        | 7 154                |
|  |                                    |                             |        | 27 538          | 107 024      | 248 887              |

### Övriga
- Hard Rock Rocksino Northfield Park, en kombinerad travbana och kasino i Northfield i Ohio.